# دی‌اچ.۶ ایرکو
دی‌اچ. ۶ ایرکو (به انگلیسی: Airco_DH.6) یک هواگرد ملخ‌پیشین تک‌موتوره از نوع هواگرد آموزشی ساخت شرکت Airco است. هواگرد دی‌اچ. ۶ ایرکو نخستین پروازش را در ۱۹۱۶ میلادی انجام داد. در مجموع، تعداد>۲٬۲۸۰ فروند از این هواگرد ساخته شده‌است.
طراح این هواگرد، جفری د هویلند بود.